# Bon Repos sur Blavet
Bon Repos sur Blavet község Franciaország Bretagne régiójában, Côtes-d’Armor megyében. Új községként 2017. január 1-jén jött létre három korábbi község: Laniscat, Perret és Saint-Gelven egyesítésével. Lakosainak száma 1237 fő (2022. január 1.).

## Népesség
| Lakosok száma | 1274 | 1271 | 1263 | 1256 | 1249 | 1241 | 1237 |
|               | 2015 | 2017 | 2018 | 2019 | 2020 | 2021 | 2022 |